# Hemicyclops thysanotus
Hemicyclops thysanotus är en kräftdjursart som beskrevs av C. B. Wilson 1935. Hemicyclops thysanotus ingår i släktet Hemicyclops och familjen Clausidiidae. Inga underarter finns listade i Catalogue of Life.